# Çırağanpaleis

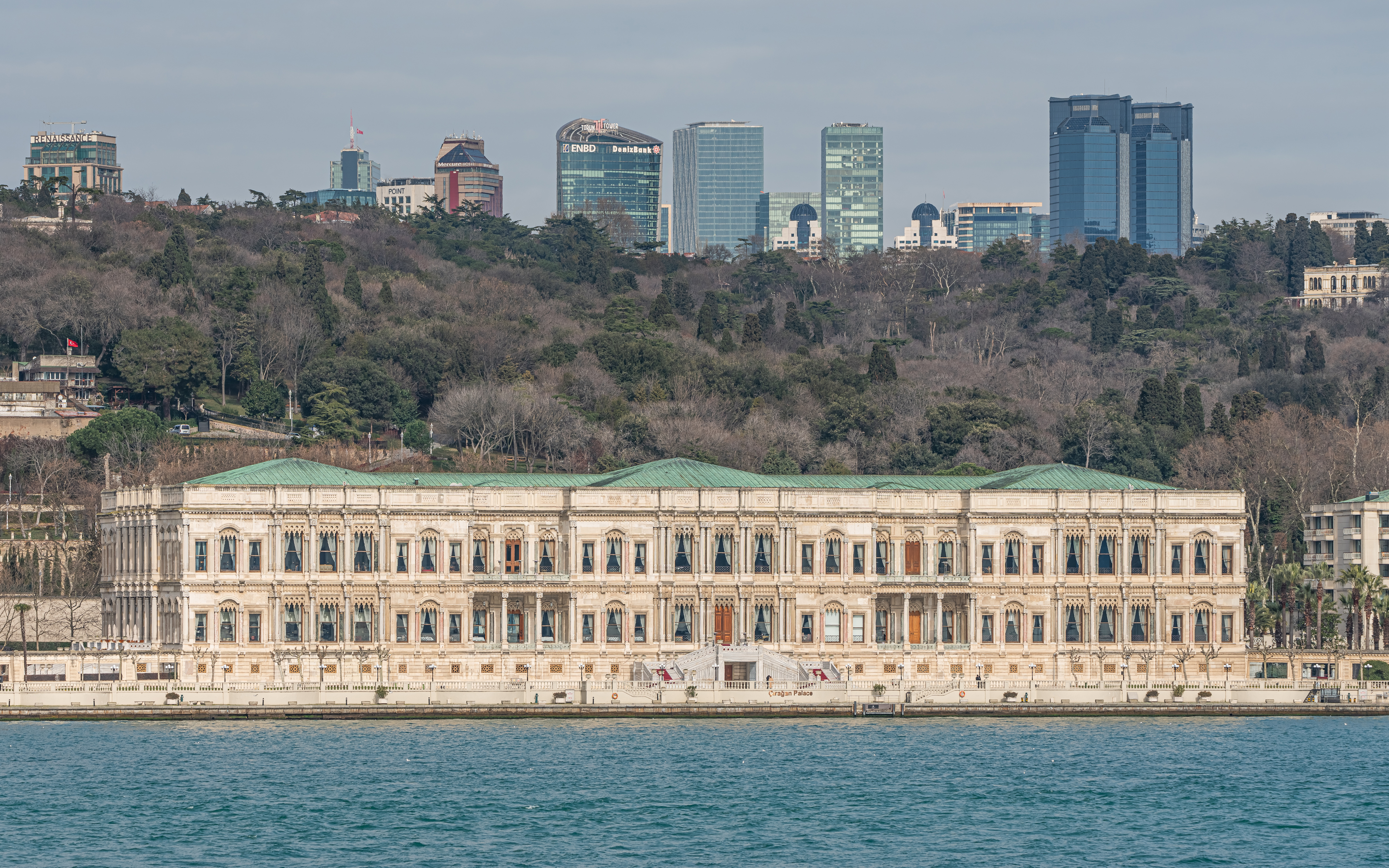
Het Çırağanpaleis

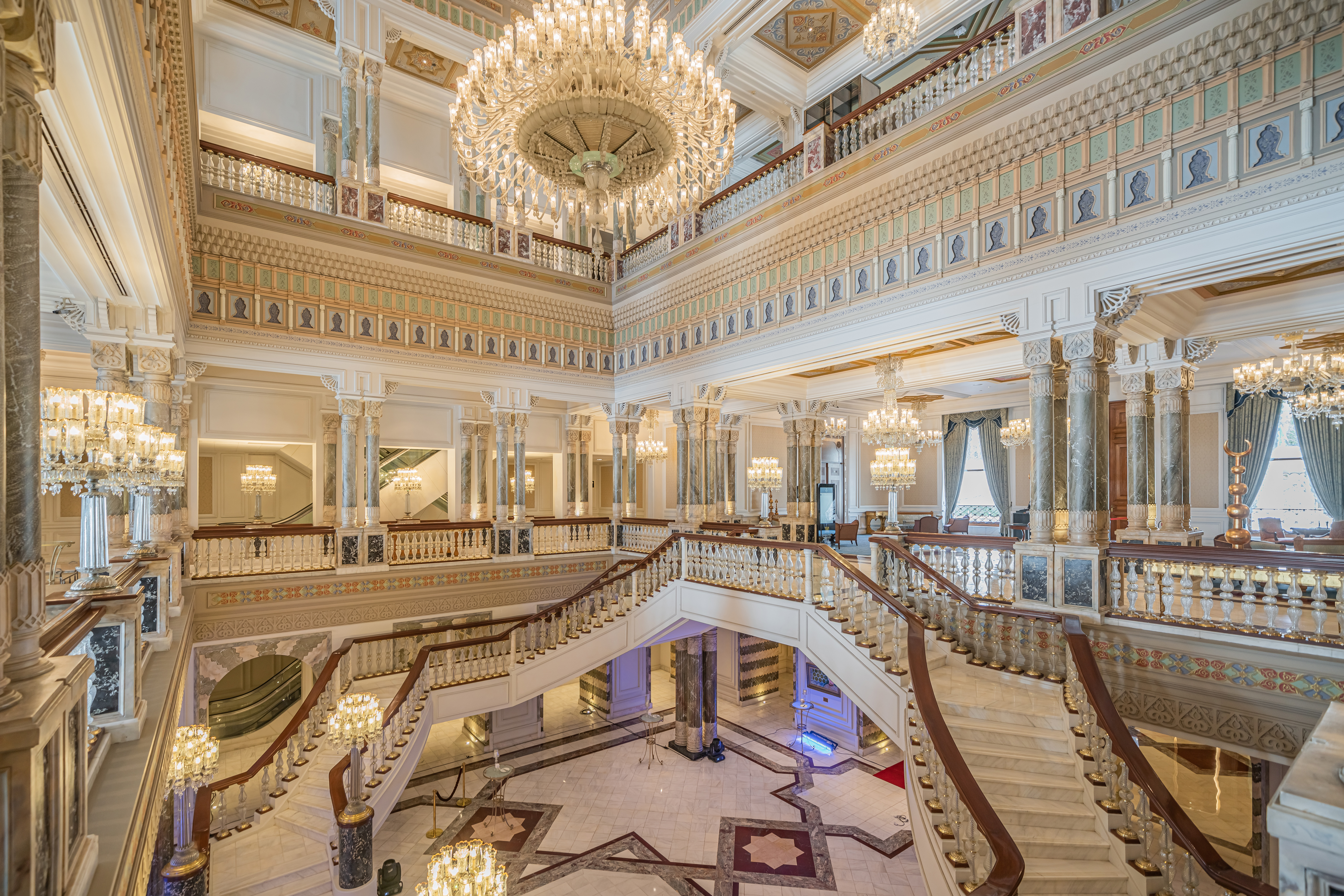
Interieur

Het Çırağanpaleis werd in de periode 1863-1867 gebouwd in opdracht van sultan Abdülaziz van het Ottomaanse Rijk. Het werd ontworpen door Nigoğayos Balyan. Het staat in de Turkse stad Istanboel aan de Europese kant van de Bosporus tussen de wijken Beşiktaş en Ortaköy.
In 1910 brandde het paleis volledig uit. Alleen de muren bleven gespaard. Pas in 1989 werd het herbouwd. Sinds 1992 is het een vijfsterrenhotel.